# Еленски възвишения
Еленските възвишения (или Еленски височини, Еленска планина, Еленски рид) са хълмисто-ридово възвишение във вътрешната структурна ивица на Средния Предбалкан, области Велико Търново и Търговище, между долините на реките Белица и Стара река.
Еленските височини се издигат между долините на реките Белица (десен приток на Янтра) и Стара река (също десен приток на Янтра), които ги отделят съответно от Габровските възвишения на запад и Лиса планина и историко-географската област Сланник на изток. На север възвишенията се спускат със стръмни склонове към хълмистата област разположена между тях и Търновските височини, а на юг, чрез полегати склонове към Еленската котловина. На запад и изток от котловината Еленските възвишения чрез ниски седловини се свързват с разположената южно от котловината Елено-Твърдишка планина.
Дължината на възвишенията от запад на изток е 40 км, а ширината им варира от 8 км на запад до 14 км на изток. Най-високата част на височините се намира в източната им част, връх Кулата (901,4 м) и отстои на около 1,6 км северно от село Черни дял, Община Елена. Еленските възвишения се състоят от четири отделни части, които са обособени от проломните долини на реките Веселина (на запад), Златаришка река (в средата) и Бебровска река (на изток).
Изградени са от огънати долнокредни варовито-мергелни лиски и горноюрски варовити пластове на Еленската антиклинала и представляват типична антиклинална форма.
Климатът е умерено-континентален със сравнително студена зима и топло лято. Почвите са сиви горски. По-голямата част от височините е силно залесена от предимно дъбово-габърови гори.
По северните и южните склонове на възвишенията са разположени множество малки селца и махали, като най-големите от тях са Плаково, Къпиново и Миндя по северното подножие, Беброво и Константин – по южното.
Еленските височини се пресичат от три пътя от Държавната пътна мрежа:
- В средната част на височините, по долината на Златаришка река, през пролома Боаза, от село Миндя до град Елена, на протежение от 16,8 км – участък от второкласен път № 53 Поликраище – Сливен – Ямбол – Средец.
- В най-източната част, между селата Стеврек и Константин, на протежение от 15 км – участък от третокласен път № 408 Камбурово – Стеврек – Константин.
- В западната им част, между селата Плаково и Средни колиби, на протежение от 9,3 км – участък от третокласен път № 551 Дебелец – Плаково – Елена.

По долината на Златаришка река, през пролома Боаза, успоредно на път № 53 до 2003 г. функционира и жп линията Горна Оряховица – Златарица – Елена, която сега е закрита.
По северозападните склонове на възвишенията са разположени три уникални български православни манастира Килифаревски, Плаковски и Къпиновски, свързани с българската история.
В най-тясната част на пролома на река Веселина е изградена язовирната стена на язовир „Йовковци“, снабдяващ град Велико Търново и региона с питейна вода.

## Топографска карта
- Лист от карта K-35-28. Мащаб: 1 : 100 000.
- Лист от карта K-35-29. Мащаб: 1 : 100 000.
- Лист от карта K-35-40. Мащаб: 1 : 100 000.
- Лист от карта K-35-41. Мащаб: 1 : 100 000.